# Affaire des diamants
| - Valéry Giscard d'Estaing - Jean-Bedel Bokassa |

L'affaire des diamants, ou affaire des diamants de Bokassa, est une affaire politique impliquant l'homme politique français Valéry Giscard d'Estaing et le dirigeant centrafricain Jean-Bedel Bokassa.
Emblématique du journalisme d'investigation et de la protection des sources d'information, l'affaire débute en octobre 1979 à la suite de révélations du Canard enchaîné selon lesquelles le président de la République centrafricaine, Jean-Bedel Bokassa, aurait remis des diamants de grande valeur à Valéry Giscard d'Estaing, alors ministre de l'Économie et des Finances — devenu chef de l'État lorsque éclate le scandale —, ainsi qu'à des membres de sa famille et de son entourage.
Bokassa vient alors d'être renversé par une intervention militaire sur ordre de Giscard d'Estaing (opération Barracuda et opération Caban).
L'affaire s'est encore compliquée avec la publication de documents supplémentaires, détaillant la livraison confidentielle de diamants à Valéry Giscard d'Estaing à au moins quatre reprises, ainsi qu'à des membres de sa famille et de son entourage proche.
Cette affaire, qui nuit à la campagne de Valéry Giscard d'Estaing lors de l'élection présidentielle de 1981, est close par l'expertise puis la vente publique de l'ensemble des diamants pour la somme de 114 997 francs,.

## Contexte

### Relations entre Giscard d'Estaing et Bokassa
D'après Valéry Giscard d'Estaing, Jean-Bedel Bokassa et lui se sont rencontrés lors des obsèques du général de Gaulle, en 1970.
Jusqu'à son élection en 1974 à la présidence de la République française, Giscard d'Estaing s'était rendu trois fois en Centrafrique, en décembre 1970, mars 1971 et avril 1973. Il s'agissait à chaque fois de voyages privés organisés dans une concession de chasse du nord du pays à l'invitation d'Henry de La Tour d'Auvergne, un cousin de son épouse et un grand amateur de chasse africaine. À chaque voyage, Giscard d'Estaing (qui était ministre des finances du gouvernement français) avait rencontré le président Bokassa à Bangui avant de reprendre l'avion pour Paris.
Peu après son élection à la présidence de la République française en 1974, Valéry Giscard d'Estaing rencontra de nouveau Bokassa et des membres de son gouvernement dans le château de ce dernier en Sologne. Après les entretiens entre les deux chefs d'État et le déjeuner, le président centrafricain remit au président français plusieurs cadeaux en guise d'amitié notamment un panneau décoratif en ivoire et des plaquettes de diamants. Les deux hommes se rencontrèrent encore à Bangui en mars 1975, lors d'un voyage officiel pour le sommet France-Afrique, où des cadeaux furent échangés, le président centrafricain offrant encore trois carrés de compositions en brillants aux côtés de défenses d'éléphants.
Dans ses mémoires, Valéry Giscard d'Estaing déclare s'être encore rendu en Centrafrique pour deux voyages privés en août 1976 et août 1978 dans la concession de chasse et bien qu'ayant décliné l'invitation de Bokassa à lui rendre visite, c'est ce dernier qui se déplaça pour rencontrer le président français en vacances.
Les relations personnelles entre les deux hommes restaient cordiales. Bokassa était cependant peu apprécié par la plupart de ses pairs et il reprochait la diminution de l'aide financière française. Les relations entre les deux pays ne s'étaient pas arrangées après son couronnement comme empereur avec un faste napoléonien et le refus de Giscard d'Estaing d'y assister.

### Répression en Centrafrique et renversement de Bokassa
En janvier et avril 1979, des troubles violemment réprimés par les troupes commandées par les généraux François Bozizé et Mayo Mokola ont lieu à Bangui. Des écoliers en sont les principales victimes. En mai, Bokassa est présent à l'ouverture de la conférence franco-africaine où il est ostracisé par ses collègues Léopold Sédar Senghor et Félix Houphouët-Boigny. La conférence demande qu'une commission sous présidence sénégalaise enquête sur les troubles et la répression à Bangui. Elle est acceptée par Bokassa alors que le président Giscard d'Estaing déclare, lors de la conférence de presse qui suit, que si la culpabilité de Bokassa dans les exactions commises à Bangui était démontrée, celui-ci devrait alors quitter le pouvoir.
Le 16 août 1979, le rapport de la commission d'enquête dénonce la responsabilité personnelle quasi-certaine de Bokassa dans le massacre d'une centaine d'enfants. Le 17 août, le ministère de la Coopération annonce la cessation de l'aide française à la Centrafrique. Le 20 septembre, la France lance l'opération Caban qui aboutit à la mise en place d'un nouvel homme fort, David Dacko, qui avait été chassé du pouvoir en 1965. Dans ses mémoires, Valéry Giscard d'Estaing détaille les journées qui ont précédé le renversement de Jean-Bedel Bokassa, l'implication de l'armée française et l'opération Barracuda qui aboutit à la fin de l'empire centrafricain.
En septembre 1979 Bokassa est renversé et est ainsi emmené de force par les parachutistes français au Tchad et, de là, part en exil en Côte d'Ivoire, où il accuse la France de l'avoir trahi.

## Déroulement de l'affaire

### Publications duCanard enchaînéen1979
Le 10 octobre 1979, peu après la chute du despote africain, Le Canard enchaîné publie le fac-similé d'une commande de Bokassa en 1973 au Comptoir national du diamant pour une plaquette de diamants de trente carats destinée à Valéry Giscard d'Estaing, alors ministre des Finances,. Selon Claude Angeli, auteur avec Pierre Péan de cette investigation, le président Giscard d'Estaing avait reçu une plaquette de diamants de 30 carats, estimée à un million de francs, à l'époque où il était ministre des Finances, deux de ses cousins recevant des terrains de chasse en Centrafrique et la nationalité centrafricaine, tandis que le sacre de Bokassa en décembre 1977 a été payé par le contribuable français.
Le journal évalue alors ces diamants à un million de francs, estimation approximative qui est contestée par VGE. Selon Le Point, le document est authentifié par Mme Dimitri, ancienne secrétaire de Bokassa.
D'autres documents mentionnent que deux cousins de Valéry Giscard d'Estaing, ainsi que deux de ses ministres et un de ses conseillers, ont eux aussi reçu des diamants d'une grande valeur.
Le Monde reprend l'information le même jour, le journal déplore l'absence de commentaires du président de la République français.
L'Élysée publie un communiqué le même jour indiquant « que les échanges de cadeaux de caractère traditionnel, notamment lors des visites de membres du gouvernement dans les États étrangers, n'ont, en aucun cas, ni le caractère ni la valeur qui ont été mentionnés par certains organes de presse à propos du Centrafrique ». Selon Laurent Martin, cette réponse est perçue comme ambiguë par la presse d'opposition et les journaux étrangers : « Les informations firent le tour de la planète : le grand quotidien japonais Asahi Shimbun, (…) le Washington Post, (…) New York Times, Time (…), Newsweek ».
Le 17 octobre 1979, Le Canard enchaîné affirme que Giscard d'Estaing aurait reçu d'autres diamants, également en 1970, lors d'un safari privé, en 1972, et en 1975, alors qu'il est président de la République, pendant sa première visite officielle en Centrafrique,.
Le 26 octobre 1979, à l'Assemblée nationale, un membre de l'opposition, Georges Fillioud, accuse le gouvernement d'avoir « étouffé l'affaire des diamants ».
Le 27 novembre 1979, alors qu'il avait jusque là ignoré les accusations, Valéry Giscard d'Estaing réagit personnellement lors d'une interview télévisée. Il estime qu'« il faut laisser les choses basses mourir de leur propre poison » et précise : « Avant que mon mandat ne s'achève, tous les cadeaux que j'ai reçus, et dont la liste sera conservée, auront été utilisés à l'une ou l'autre de ces fonctions, c'est-à-dire œuvres de bienfaisance ou musées » et « Je ne vous cache pas qu'il est assez désobligeant pour moi de répondre à des questions de cette nature. Je peux vous dire que déjà, ces dernières années, de nombreux cadeaux ont été envoyés à des œuvres de bienfaisance, qui le savent et qui, d'ailleurs, m'en envoient par écrit le témoignage, ou à des musées, où ils sont, à l'heure actuelle, présentés. » puis « Enfin, à la question que vous m'avez posée sur la valeur de ce que j'aurais reçu comme ministre des Finances, j'oppose un démenti catégorique et, j'ajoute, méprisant. »,,,.
Le 11 décembre 1979, deux mois après les premières révélations, Giscard affirme à la presse que les lettres publiées par Le Canard enchaîné sont des faux.
Durant la campagne présidentielle de 1981, cette affaire met en difficulté Valéry Giscard d'Estaing, qui affirme de son côté que les diamants n'avaient pas une valeur importante.
L'enquête à rebondissements affirme que des diamants ont aussi été donnés à René Journiac, qui fut sept ans le bras droit de Jacques Foccart, dont quatre à Matignon auprès de Georges Pompidou, devenu en 1979 patron de la cellule africaine de Giscard, faisant comme son prédécesseur « la pluie et le beau temps » en Afrique, mais en externalisant l'état-major de 17 personnes qu'utilisait Jacques Foccart et qui fut notoirement amant, comme le président français, de l'épouse de Bokassa Catherine Denguiadé, réfugiée à Genève en 1979,. René Journiac est par ailleurs intervenu pour qu'Ali Bongo, fils aîné du président gabonais, obtienne son baccalauréat malgré des notes insuffisantes dans un lycée privé huppé de Neuilly-sur-Seine.

### Incarcération de Roger Delpey, la source supposée des documents
Bokassa imagine profiter de l'effet suscité par la publication du Canard enchaîné en octobre 1979 pour « vider son sac » et réaliser sa vengeance contre VGE et prépare sa contre-attaque avec l'aide de Roger Delpey, un vétéran d'Indochine, proche des réseaux de Jacques Foccart (écarté par Giscard en 1974).
En 1980, une enquête est menée par la direction de la Surveillance du territoire (DST) qui interpelle Roger Delpey à la sortie de l'ambassade de Libye puis perquisitionne son domicile où elle découvre des documents vierges officiels à en-tête de l'empire centrafricain, signés de la main de Bokassa,. Il est alors soupçonné d'être un faussaire et d'être l'informateur du Canard enchaîné, qui dément,. Il est incarcéré en détention préventive pendant sept mois, jusqu'au 28 novembre 1980,,, accusé d'« intelligence avec une puissance étrangère ». Le tribunal conclut par un non-lieu en novembre 1981.
En 1985, il sera débouté par la Cour de cassation de sa demande d'indemnité pour arrestation arbitraire.
Selon Le Canard enchaîné, la note de Bokassa de 1973 lui avait été remise par un haut fonctionnaire du ministère français de la Coopération en poste à Bangui après la chute de Bokassa et non par Roger Delpey comme l'affirmait la DST,.

### Condamnation duCanard enchainépour diffamation envers les cousins Giscard d'Estaing
Après les révélations du Canard enchaîné, les deux cousins de Valéry Giscard d'Estaing, François et Jacques Giscard d'Estaing, poursuivent le journal en diffamation,,.
En première instance, le Canard est condamné pour diffamation envers le seul François Giscard d'Estaing, estimant que le fait d'écrire qu'il avait reçu des diamants n'était pas répréhensible mais qu'il était diffamatoire de suggérer qu'il y avait eu une contrepartie. En appel, Le Canard enchaîné est condamné le 23 décembre 1980 et doit payer à chacun 1 franc symbolique de dommages-intérêts.
Valéry Giscard d'Estaing ignore d'abord les accusations, puis conteste la valeur estimée des diamants. Le scandale le rattrape lors de la campagne à l'élection présidentielle de 1981, durant laquelle il affirme avoir vendu les diamants au profit d'œuvres caritatives. Ce scandale contribue à son échec face au socialiste François Mitterrand.

### Campagne présidentielle de1981et échec de Giscard
Le 16 septembre 1980, Le Canard enchaîné relance l'affaire en publiant un entretien téléphonique avec Jean-Bedel Bokassa qui affirme « avoir remis à quatre reprises des diamants au couple présidentiel. Vous ne pouvez pas imaginer ce que j'ai remis à cette famille-là. »,,,
Les opposants à Valéry Giscard d'Estaing suivant des motivations et des objectifs différents, trouvent dans cet épisode des diamants et dans la personne de Bokassa l'occasion de pouvoir faire tomber le président sortant lors de l'élection présidentielle de 1981. Ainsi, ses affiches électorales sont détournées par le Service d'action civique qui fait coller « deux diamants étincelants » sur ses yeux,.
Le 10 mars 1981, Valéry Giscard d'Estaing déclare lors de l'émission le Grand Débat sur TF1 : « En fait, ce n'était pas du tout, comme on l'a dit, des diamants, c'est-à-dire de grosses pierres ayant une grande valeur et que l'on pouvait garder pour soi, auxquelles on pouvait donner je ne sais quelle destination. C'était plutôt des produits de la Taillerie de Bangui qui sont plutôt utilisables sur un plan de décoration en bijouterie. »,,. Il déclare également que les diamants auraient été vendus et que l'argent aurait été remis à la Croix-Rouge centrafricaine et à des bonnes œuvres. Selon Le Canard enchaîné, la présidente de la Croix-Rouge centrafricaine aurait certifié par écrit, le 17 mars 1980, n'avoir rien reçu de l'Élysée mais elle aurait été dissoute le 28 mars par le nouveau gouvernement, sans que l'on sache où était passé la somme correspondant au don. Dans un article du 22 mars 1981 de Le Point, l'Élysée aurait vendu les diamants pour une somme de 114 977 francs d'après sa comptabilité consultée par le journal.
Le 8 mai 1981, à deux jours du second tour de l'élection présidentielle, Bokassa donne une interview au Washington Post, dans laquelle il réaffirme avoir offert des diamants à VGE, en présence de témoins, à quatre occasions en huit ans. Il affirme, contrairement aux indications du président français, lui avoir offert des diamants de 10 à 20 carats. Il soutient également avoir offert à la famille Giscard d'Estaing, dont deux cousins, plus de diamants qu'à n'importe qui d'autre. Bokassa reconnaît accorder cette interview, à la veille du second tour de l'élection présidentielle, dans le but d'empêcher la réélection de VGE : « Je règle mes comptes avec ceux qui ont provoqué ma chute »,.
Rétrospectivement, la plupart des titres de presse s'accordent pour dire que le scandale a contribué à l'échec de Giscard d'Estaing à l'élection présidentielle face à François Mitterrand,,.

### La source duCanard: Maurice Espinasse
Le document a été remis au journal par Maurice Espinasse, haut fonctionnaire français.
Espinasse avait été directeur de l'École nationale d'administration de Centrafrique et conseiller de Bokassa. Il n'est plus en poste en Centrafrique durant le septennat de Giscard d'Estaing mais secrétaire général du CIES, en charge de l'accueil des étudiants africains, un organisme qui dépend du ministère de la Coopération. Espinasse connait bien les réseaux franco-africains, notamment Jacques Foccart, lequel était en relation avec Roger Delpey. Après l'opération Barracuda, Claude Angeli avait demandé à Pierre Péan de récupérer auprès d'Espinasse ladite note, qu'il affirmait détenir. La version officielle serait qu'elle aurait été retrouvée dans les décombres du palais de Bangui.

## Après l'affaire

### Ventes duCanard Enchaîné
La diffusion du Canard Enchaîné a progressé de 64,8 % en cinq semaines, à partir du numéro du 3 octobre 1979, qui évoque pour la première fois les liens étroits entre les chefs d'État français et centrafricains. Elle progresse en particulier le surlendemain la mort de  Boulin, même si le numéro du 31 octobre 1979 ne parle pas du ministre, sa diffusion atteint 844 000 exemplaires car les télévisions et radios parlent abondamment du Canard Enchaîné.
| Numéro | 3 octobre 1979 | 10 octobre 1979 | 17 octobre 1979 | 24 octobre 1979 | 31 octobre 1979 | 7 novembre 1979 |
| Tirage | 520 000 ex.    | 647 000 ex.     | 655 000 ex.     | 674 000 ex.     | 844 000 ex.     | 857 000 ex.     |

### Mémoires de Giscard d'Estaing en1991
Dans le tome 2 de ses mémoires publiés en 1991, Valéry Giscard d'Estaing se déclare surpris par ces attaques qui reposent sur des éléments selon lui totalement faux et dément avoir reçu une plaquette de trente carats. Il est surtout consterné par l'attitude du Monde, alors que la veille son directeur, Jacques Fauvet, a dîné avec lui lors d'une réception donnée à l'ambassade du Portugal où les deux hommes ont discuté des affaires nationales et internationales. Jacques Fauvet signe le lendemain un éditorial accusateur intitulé « La vérité et l'honneur ». À partir de ce jour, Valéry Giscard d'Estaing ne lira plus Le Monde, blessé par les accusations fondées sur les seules informations du Canard enchaîné, et par la mise en cause de son père et de ses cousins dans des activités liées à l'Afrique mais qui n'avaient rien à voir avec Bokassa et son cadeau. En décidant, selon ses termes, de traiter l'affaire par le mépris et de faire confiance aux autres journaux pour mener une enquête scrupuleuse qui rétablirait la vérité, son attitude est néanmoins perçue comme de l'arrogance et un aveu de culpabilité. D'ailleurs, au-delà du don des diamants, c'est l'ensemble du mode de vie du Président et de sa famille qui est critiqué.
Valéry Giscard d'Estaing mentionne que René Journiac, son conseiller aux affaires africaines, pensait que c'était une supercherie. D'après lui, avec une comparaison graphologique, il semblait que le style de signature n'aurait pas été conforme à celui de Bokassa en 1973, semblant présumer que l'ancien chef d'État centre africain n'aurait apposé, d'après lui, sa signature sur les documents que très récemment. Mais surtout, d'après lui les titres sous lesquels Bokassa avait signé (président, président à vie, maréchal-président, Sa Majesté l'empereur), mentionnés dans les documents publiés dans Le Canard enchaîné, seraient des titres postérieurs à celui qu'il utilisait en 1973.
Dans ses mémoires, Giscard d'Estaing estime que l'ex-empereur aurait pu a posteriori signer une telle note en Côte d'Ivoire durant son exil.
Valéry Giscard d'Estaing publie dans ses mémoires une expertise, qui aurait été certifiée, des plaquettes des diamants en date de décembre 1980 pour la somme totale de 114 977 francs, correspondant à la somme observée par Le Point le 22 mars 1981 dans la comptabilité de l'Élysée,. Il reproduit également la note mentionnant qu'une partie du montant de leur vente aurait été rétrocédée au gouvernement de Bangui pour le remettre au Croix-Rouge de Centrafrique, alors que le reste aurait été versé à des œuvres caritatives du pays. Il ajoute que l'Ambassadeur de France à Bangui, Jacques Humann, a été chargé de remettre le chèque au président David Dacko et que, eu égard aux affirmations de la presse selon laquelle cet argent n'aurait pas été remis à la Croix-Rouge de Centrafrique, de vérifier si cela a été le cas. Il écrit « vérification faite, celle-ci l'avait bien reçue » et souligne que l'ensemble des démarches a été consignées et déposées aux Archives nationales.

### Réception de ces Mémoires
Dans sa biographie consacrée à l'ancien président, Jean Bothorel accrédite la version que relate Giscard d'Estaing et ajoute plusieurs autres précisions conjoncturelles et factuelles,.
Jacques Foccart (qui était le secrétaire général de l'Élysée aux affaires africaines et malgaches jusqu'en 1974) confirme pour sa part la version du Canard enchaîné comme le rapporte l'historien Laurent Martin,.

### Article deL'Expressde2007
En 2007, Clémence Pène dans L'Express évoque qu'« une contre-enquête publiée par Le Point vient rapidement infirmer la plupart des accusations. » et affirme que « la note est fausse, la signature l'indique », ce qui n'est pas présent dans l'article du Point du 17 octobre 1979 évoqué par l'article, celui-ci confirmant la version du Canard enchaîné, et mettant en doute uniquement l'estimation de la valeur des diamants. Concernant l'accusation de faux de L'Express, Louis-Marie Horeau publie au nom du Canard enchaîné un droit de réponse affirmant qu'« aucune expertise n'a jamais abouti à une telle conclusion » et qu'il existe un débat entre spécialistes concernant la valeur réelle des diamants.

### Le Vrai Canardde Karl Laske et Laurent Valdiguié en2008
En 2008, Karl Laske et Laurent Valdiguié publient un livre sur Le Canard enchaîné, intitulé Le Vrai Canard,. Le livre revient notamment sur l'affaire des diamants de Bokassa dans son chapitre «Giscarat».
Le journaliste Pierre Péan à l'origine des révélations du Canard en 1979, et qui était en 1977 à Bangui, distingue notamment deux affaires des diamants. Il révèle ainsi que le fameux haut fonctionnaire français mentionné par les journalistes du Canard était Maurice Espinasse, qui fut directeur de l'École nationale d'administration à Bangui et conseiller de Bokassa. Après l'opération Caban qui avait déposé l'empereur de Centrafrique, Claude Angeli, rédacteur en chef du Canard enchaîné, aurait demandé à Pierre Péan de récupérer auprès d'Espinasse une note, que celui-ci s'était vanté de détenir, et qui prouvait que Valéry Giscard d'Estaing, alors ministre des Finances, avait reçu une plaquette de 30 carats. La note récupérée par Pierre Péan est publiée le 10 octobre 1979 dans le numéro du Canard portant le titre en une « Quand Giscard empochait les diamants de Bokassa ».
À partir du 5 décembre, d'autres documents sont publiés affirmant que le président français avait reçu davantage encore de diamants. D'après les auteurs, c'est ce que Péan appelle « la seconde affaire des diamants », car le Canard n'aurait eu en sa possession qu'un seul document prouvant l'une des remises de diamants à Giscard. D'après les auteurs, « Pour partie des «faux», mais authentiques dans ce qu'ils décrivaient, ces documents auront donc eu raison du successeur de Pompidou. ».
Dans un article paru dans Le Canard enchaîné, le 26 novembre 2008, Michel Gaillard, le directeur de la publication du journal satirique, estime que « les deux journalistes [auteur du livre Le Vrai Canard] ne cherchent pas à dévoiler la face cachée de notre hebdomadaire, seulement à lui nuire, à le salir ». « Le Canard (...) en a vu d'autres. Mais jamais d'aussi mauvaise facture et vulgaire inspiration. », ce que réfutent les deux auteurs, qui précisent que le livre a pour origine un « collectif de journalistes », déjà à l'origine d'une enquête sur Nicolas Sarkozy.

### LeMonderevient sur son traitement de l'affaire en2014
En 2014, dans une enquête intitulée Le jour où… Le Monde choisit de torpiller Giscard, Raphaëlle Bacqué revient sur l'affaire telle qu'elle fut vécue à l'intérieur du journal Le Monde et évoque l'aspect très politique de son exploitation. Son enquête mentionne notamment l'hostilité générale des journalistes du Monde à Giscard d'Estaing et leur proximité avec l'opposition. Elle indique aussi les débats internes entre ceux, tels que le chef du service politique, Raymond Barillon, qui sont circonspects et réticents à reprendre les révélations du Canard enchaîné et ceux, tels l'éditorialiste Philippe Boucher, « abhorrant le giscardisme », qui veulent pousser l'affaire en l'amalgamant notamment avec des révélations mentionnées par Minute sur un permis de construire obtenu par Raymond Barre et des informations sur le patrimoine en Afrique de cousins de Giscard. Philippe Boucher, nommé au Conseil d'État en 1991 par François Mitterrand, reconnaîtra en 2014 avoir eu la dent un peu dure dans l'exploitation de cette histoire.

### Après la mort de Giscard d'Estaing en2020
Le 9 décembre 2020, après la mort de Valéry Giscard d'Estaing, Le Canard enchaîné publie un article reprenant sa version de l'affaire des diamants.

## Documentaire censuré
Le documentaire Parole d'homme de Bernard Cuau analyse, avec l'aide d'un professeur de logique, une intervention télévisée de Valéry Giscard d'Estaing où il se défend d'avoir reçu les diamants. Selon ce film, l'analyse du discours démontre que Giscard dit le contraire de ce qu'il déclare et qu'il a bien reçu ces diamants. Le film sera censuré. Laurent Fabius serait venu le visionner « en cachette » à l'Université Paris-VII où enseignait Bernard Cuau.

## Postérité
L'affaire est la trame de fond du roman Le Président se tait de Pauline Dreyfus publié en 2022,.